# Маринкович, Ксения
Ксения Маринкович (хорв. Ksenija Marinković; род. 18 апреля 1966, Вировитиця, Хорватия) — хорватская актриса театра, кино и телевидения.

## Биография
Родилась в 1966 году в Вировитици, где и окончила школу. Также училась в Академии драматического искусства в Загребе и была актрисой в Вировитицком театре. Будучи ещё студенткой Академии, начала работать в Городском драматическом театре Гавелла и труппе Гистриони. После окончания обучения один год работала в «Teatar u gostima», а с 1989 года была актрисой театра ZKM. Параллельно с театром она также развивала карьеру телеактрисы и киноактрисы.